# Diplomacia del ping-pong

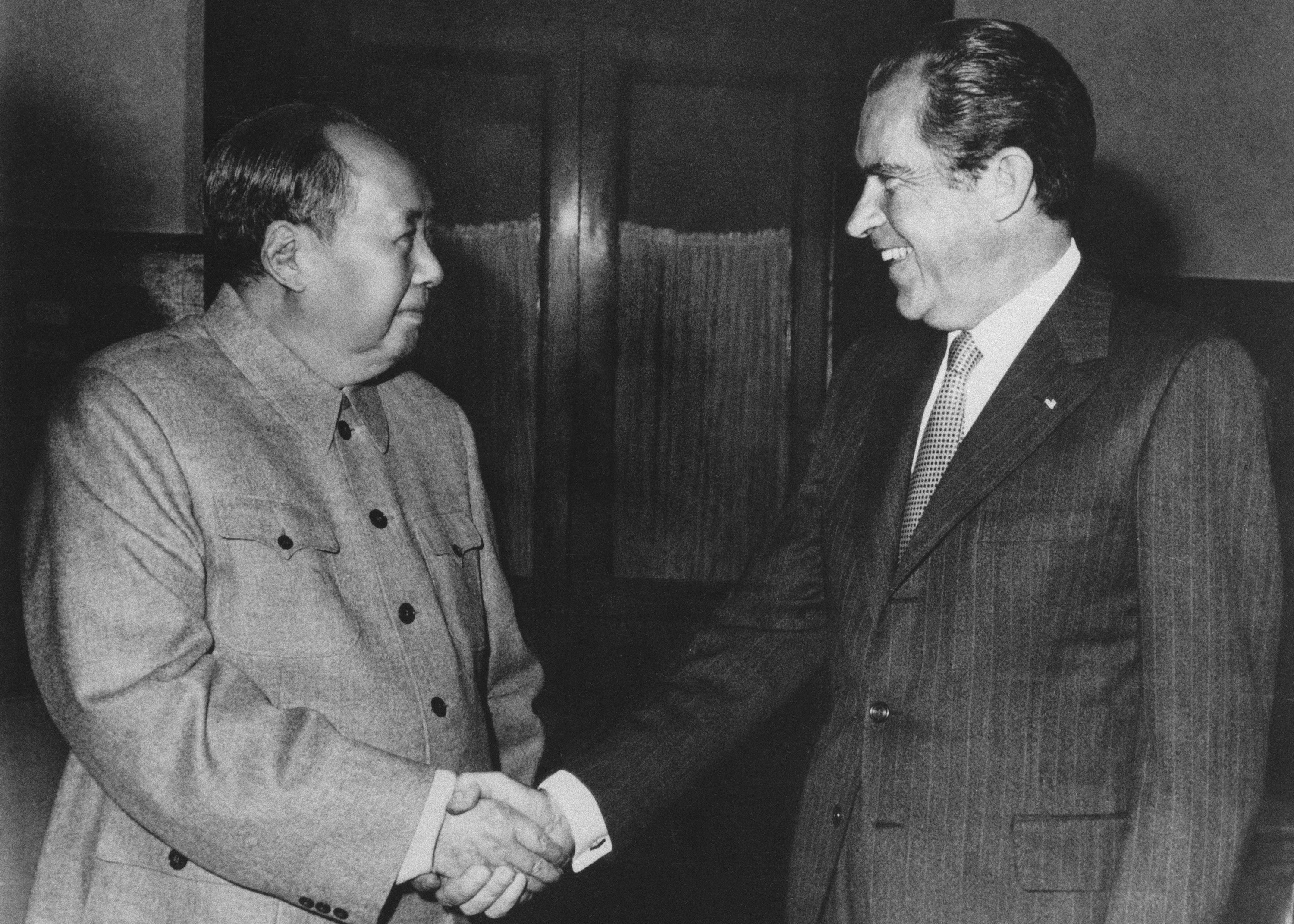
El presidente republicano estadounidense Richard Nixon encontrándose con el líder Mao Zedong el 29 de febrero de 1972, durante el transcurso de la histórica visita del primero a la República Popular China.

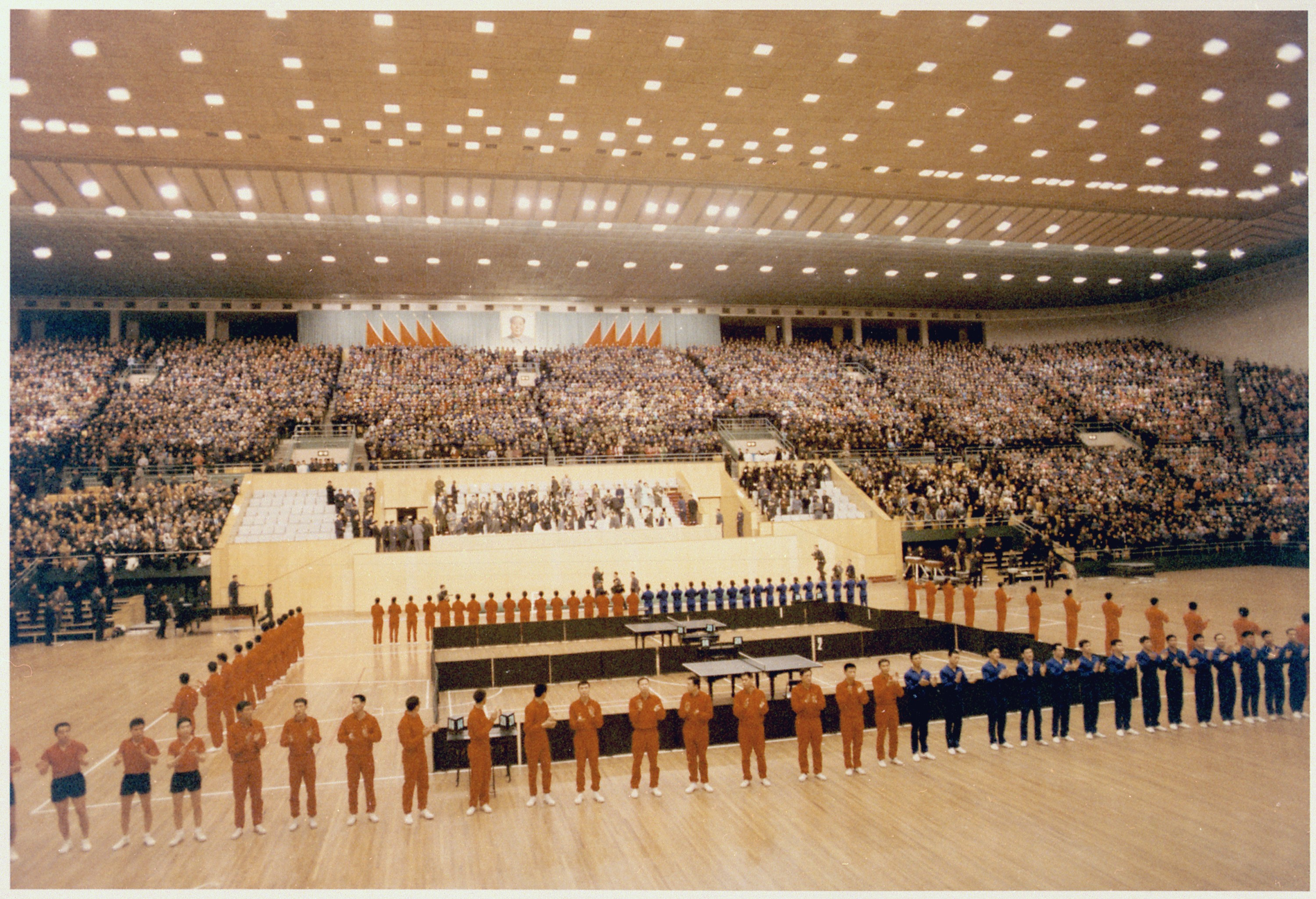
Nixon como espectador en una exhibición de tenis de mesa en Pekín.

La diplomacia del ping-pong o del pimpón (inglés: Ping Pong Diplomacy, chino: 乒乓外交 Pīngpāng wàijiāo) se refiere a un intercambio de partidas de tenis de mesa entre jugadores chinos y estadounidenses a comienzos de la década de 1970, las cuales tuvieron destacables implicaciones políticas posteriores. De hecho, este suceso marcó el comienzo del deshielo en las relaciones entre la China comunista y los Estados Unidos, además de que pavimentó el camino para la histórica visita al país asiático realizada en 1972 por el entonces presidente Richard Nixon.

## Historia
El equipo nacional de tenis de mesa estadounidense se encontraba en Japón en 1971, para participar del 31.er Campeonato Mundial de Tenis de Mesa. Fue allí donde recibieron, el 6 de abril de ese año, una invitación oficial para visitar China.
Desde los primeros años posteriores a la proclamación de la República Popular el 1 de octubre de 1949, los deportes habían comenzado a desempeñar un papel relativamente importante en la diplomacia del país, a veces incorporando el eslogan «Amistad primero, Competencia segundo» .
El 12 de abril de 1971 el equipo (junto a los periodistas que los acompañaban) se convirtieron en la primera delegación deportiva estadounidense en poner pie en la capital china de Pekín desde 1949. El encuentro en cuestión fue facilitado por el Comité Nacional sobre Relaciones EE. UU.-China (National Committee on U.S.-Chinese Relations).
Antes de la visita a China de los jugadores de tenis de mesa estadounidenses once compatriotas de estos últimos fueron admitidos en China durante una semana porque todos ellos profesaban estar afiliados a la armada internacional del Partido Pantera Negra, y el régimen maoísta veía a dicha organización marxista o izquierdista como una suerte de «legítima embajada estadounidense paralela». No obstante, el viaje de norteamericanos a China seguía siendo muy inusual, incluso para algunos ciudadanos de alto perfil como el senador Eugene McCarthy, quien expresase interés en visitar China luego de las elecciones presidenciales estadounidenses de 1968. Pero ni siquiera una persona como él, a pesar del alto cargo político que ostentaba, logró obtener permiso para visitar el país asiático.
Según la obra Historia del tenis de mesa de los EE. UU. (History of U.S. Table Tennis), del entonces jugador de tenis de mesa estadounidense Tim Boggan —quien viajó durante aquella época a China como miembro del equipo nacional de su país en dicha disciplina— tres incidentes podrían haber desatado tal invitación oficial al país asiático:
- El galés H. Roy Evans, entonces presidente de la Federación Internacional de Tenis de Mesa afirmó que él había visitado China antes del 31.er Campeonato Mundial de Tenis de Mesa y les sugirió a las autoridades deportivas chinas y al propio primer ministro Zhou Enlai que luego de la Revolución Cultural que el país debería tomar pasos para ponerse en contacto con el mundo a través de eventos deportivos internacionales.

- Por su propio lado, la jugadora estadounidense Leah Miss Ping Neuberger, campeona mundial de 1956 en dobles mixtos y nueve veces campeona en individuales del Abierto Femenino de los EE. UU. (U.S Open) estaba viajando en ese tiempo junto al equipo canadiense de tenis de mesa, el cual había sido invitado por China a visitar el país. China diplomáticamente extendió la aprobación de la solicitud de visa de Leah Neuberger a todo el equipo estadounidense.

- El tercer incidente, quizá el desencadenante más importante, fue el inesperado pero impactante encuentro entre el ostentoso jugador estadounidense Glenn Cowan y su contraparte chino Zhuang Zedong, tres veces campeón mundial de la disciplina y ganador de varios otros eventos de tenis de mesa. Treinta y seis años después, ya en 2007, el mismo Zedong recordó y describió en detalle dicho incidente.[2] en una charla realizada en USC U.S.-China Institute. Los sucesos que llevaron al casual encuentro comenzaron cuando Glenn Cowan perdió el ómnibus de su equipo una tarde, luego de una práctica en la ciudad japonesa de Nagoya durante el 31.er Campeonato Mundial de Tenis de Mesa. Cowan había estado practicando durante 15 minutos con el jugador chino Liang Geliang cuando llegó un funcionario japonés queriendo cerrar el área de entrenamiento. Mientras Cowan buscaba en vano el bus de su equipo, un jugador chino le hizo señas para que se subiese al vehículo que transportaba al equipo chino. Momentos después de su corto diálogo informal, a través de un intérprete, con los jugadores chinos, Zhuang Zedong apareció desde su asiento trasero para saludarlo y obsequiarle un retrato enmarcado en seda de las Montañas Huangshan, un producto o souvenir proveniente de la región de Hangzhou. Ante tal inesperado regalo, Cowan quería darle algo a cambio, pero lo único que pudo encontrar en su bolso fue un simple peine. Así fue que el estadounidense dubitativamente respondió: «No te puedo dar un peine. Desearía poder darte algo, pero no puedo». Cuando les tocó salir del ómnibus, hordas de fotógrafos y de periodistas los estaban esperando. Es que en el ideológicamente convulsionado clima político de la década de 1960, ver a un atleta de la China comunista con uno de los Estados Unidos seguro que atraía la atención de los medios. Glenn Cowan después compró una camiseta con el emblema de la paz en azul, blanco y rojo (los tres colores de la bandera estadounidense) y las palabras Let it be («Déjalo ser», como el título de la canción de 1970 del cuarteto pop británico The Beatles), la cual le obsequió a Zhuang Zedong en otro encuentro informal. Cuando un periodista le preguntó «Sr. Cowan, ¿le gustaría visitar China?», él respondió «Bien, me gustaría ver cualquier país en el que no he estado antes - Argentina, Australia, China... Cualquier país que no haya visto antes». Cuando el primero le repreguntó a Cowan «¿Pero qué acerca de China en particular? ¿Le gustaría ir allá?», este último respondió que «Por supuesto». Durante una entrevista realizada en 2002 por la personalidad televisiva china Chen Luyu, Zhuang Zedong reveló un poco más acerca de la historia: «El viaje en el ómnibus duró 15 minutos, y yo dudé durante 10 minutos. Yo crecí con el eslogan ‘¡Abajo con el imperialismo norteamericano’' Y durante la Revolución Cultural, la cuerda de la lucha de clases estaba tirante sin precedentes, y yo me estaba preguntando a mí mismo ‘¿Está bien relacionarse con tu enemigo n.º 1?’». No obstante, Zhuang recordó que cuando el líder supremo chino Mao Zedong se encontró en 1970 con Edgar Snow en la Plaza de Tiananmen durante la conmemoración del Día Nacional y le dijo a Snow que China debería ahora poner su esperanza en el pueblo estadounidense. Zhuang miró dentro de su bolso y primero encontró algunos alfileres de gancho, escarapelas con el rostro de Mao, pañuelos de seda y abanicos. Pero sintió que estos no eran lo suficientemente decentes como para ser un buen regalo. Finalmente tomó un retrato enmarcado en seda de las montañas Huangshan. Al día siguiente, varios periódicos japoneses portaban fotografías de Zhuang Zedong y de Glenn Cowan.

Cuando el Departamento Chino de Asuntos (o Relaciones) Exteriores recibió un informe que decía que el equipo nacional de tenis de mesa estadounidense deseaba ser invitado a visitar China, el mismo lo rechazó (tal como era usual hasta entonces). El propio Mao y su primer ministro Zhou Enlai inicialmente estuvieron de acuerdo con dicha decisión pero, cuando Mao vio las noticias en Dacankao, un periódico únicamente accesible a funcionarios gubernamentales de alto rango, decidió finalmente invitar al equipo de tenis de mesa estadounidense. Fue informado que el líder chino dijo al respecto que «Este Zhuang Zedong no sólo juega bien al tenis de mesa, sino que también es bueno y tiene mente para la política».
El 10 de abril de 1971, nueve jugadores estadounidenses, cuatro funcionarios, y las esposas de dos de ellos, cruzaron el puente que separaba la entonces colonia británica de Hong Kong de China continental. Una vez allí, jugaron partidos de exhibición entre el 11 y el 17 de abril, además de hacer un tour por la Gran Muralla y el Palacio de Verano, además de concurrir a una presentación local de ballet.

### Legado histórico
Durante la semana del 9 de junio de 2008 la «diplomacia del ping-pong» fue conmemorada en un evento de tres días de duración realizado en la Biblioteca Richard Nixon de la localidad californiana de Yorba Linda, pueblo en el que nació este ya fallecido expresidente estadounidense.

## Reacciones
Uno de los jugadores estadounidenses, cuando regresó a su país, les dijo a los reporteros que los chinos eran muy similares a la gente de los Estados Unidos. Al respecto, él dijo lo siguiente:

“La gente es sólo como nosotros. Son reales, genuinos, tienen sentimientos. Hice amigos, hice genuinos amigos, usted ve. El país es similar a los Estados Unidos, pero aun así muy diferente. Es bello. Tienen la Gran Muralla, tienen planicies por allí. Tienen un antiguo palacio, los parques, hay arroyos y tienen fantasmas que encantan; hay todas clases de, usted sabe, animales. El país cambia desde el sur hacia el norte. El pueblo tiene una, una unidad. Ellos realmente creen en su maoísmo”

## La visita de Nixon
En febrero de 1972 el entonces presidente estadounidense Richard Nixon realizó su histórica visita oficial a la China comunista de Mao Tse Tung.
Dos meses después de la visita de Nixon, Zhuang Zedong visitó los Estados Unidos entre el 12 y el 30 de abril de 1972, encabezando la delegación china de tenis de mesa. Su equipo también realizaría una gira por Canadá, México y Perú.
No obstante, los entonces novedosos intentos de China de acercarse otros países a través de la «diplomacia de ping-pong» no fueron siempre exitosos, como por ejemplo cuando la Asociación Indonesia de Tenis de Mesa (PTMSI) en octubre de 1971 rechazó la invitación oficial china, sugiriendo que de haberla aceptado hubiese mejorado la reputación del gobierno comunista de Mao (Indonesia estuvo, entre 1967 y 1998, gobernada por el derechista o anticomunista general Suharto).
Debido en parte a la ausencia de deportistas o periodistas soviéticos en China luego de la gira de los estadounidenses, una de las especulación que surgieron en esa época sugería que tal acto representaba un desdén mutuo de parte de chinos y estadounidenses hacia la entonces Unión Soviética de Leonid Brézhnev, cuyo régimen comunista, en plena era del cisma ideológico chino-soviético comenzado hacia 1960, vio con preocupación este inusual acercamiento entre China y los Estados Unidos.